# まちけん参上!
『まちけん参上!〜あなたの街のおもしろ検定〜（まちけんさんじょう!〜あなたのまちのおもしろけんてい〜）』は、2016年4月10日から2020年3月24日（3月23日深夜）までNHK大阪放送局の総合テレビで放送されていた銀シャリ司会のクイズ番組。放送時間は毎週月曜（日曜深夜）の0:05 - 0:45（JST）。

## 概要
2016年3月で終了した『学校再発見バラエティー あほやねん すきやねん』の後継番組。2016年4月から2017年3月までは、『じもてぃ愛情マップ みんな すきやねん!（じもてぃあいじょうマップ みんな すきやねん!）』という番組名だったが、2017年4月より、現在の番組名に改称。
毎回、学生リサーチャーが関西のある街を取材し、おもしろいと思った街の魅力や不思議をオリジナルの「まちかど検定＝まちけん」として問題を作成。リポーターは学生リサーチャーが作成した「まちけんマップ」を手に散策し、街の人たちから出題される「まちけん」にスタジオのパネラーが解答する。
レギュラー番組であるが、2018年4月の時間移動まではほぼ隔週の放送だった（2017年4月から6月までの放送は6回）。深夜移動後、放送回数は増えたが、毎週放送には至っていない（2018年7月から9月までの放送は9回）。2018年10月から通常放送がない回は再放送を行っている。

### 放送時間について
2016年の放送開始当初から放送時間は毎週日曜日の13:05 - 13:48（JST）であったが、2018年4月より毎週月曜0:10 - 0:50（JST）に変更となった。2019年4月から、5分繰り上げて放送する。変更直前にも、何度か深夜での放送があったが、曜日は固定されていなかった。
また、深夜移動後は、元の放送時間（日曜昼）に再放送が行われていたが、2018年10月からは廃止され、上述の通り、通常放送がない回に再放送を行っている。
なお関西地区以外では土曜23時台から移動した深夜アニメ枠が放送されており、この時間で本来放送されるアニメ番組は毎週月曜0:45 - 1:10（2018年度は毎週月曜0:50 - 1:15）にて遅れネットされる形となっていた。当番組の終了に伴い、2020年4月6日（4月5日深夜）放送開始の『キングダム（第3シリーズ）』からは同時ネットに戻っている。
| 放送期間 | 放送期間 | 番組名             | 放送曜日           | 放送時間（JST）       |
| -------- | -------- | ------------------ | ------------------ | --------------------- |
| 2016.04  | 2017.03  | みんな すきやねん! | 日曜日             | 13:05 - 13:48（43分） |
| 2017.04  | 2018.03  | まちけん参上!      | 日曜日             | 13:05 - 13:48（43分） |
| 2018.04  | 2019.03  | まちけん参上!      | 月曜日（日曜深夜） | 0:10 - 0:50（40分）   |
| 2019.04  | 2020.03  | まちけん参上!      | 月曜日（日曜深夜） | 0:05 - 0:44（39分）   |

## 出演者

### 番組終了時の出演者

#### 司会
- 銀シャリ（鰻和弘・橋本直）
  - 鰻が司会、橋本はパネラーだが、番組開始当初は逆だった。
  - 前番組からの続投。

#### パネラー
- 関西ジャニーズJr.・Aぇ! group
  - 2019年4月14日放送分から。メンバー3人が週替わりで出演する。
- ベック
  - 番組当初は、藤田ニコルとどちらかが出演。ベックが出演しない回は、三戸なつめや松尾依里佳が出演することがある。
- 篠原信一
  - 『みんな すきやねん!』後期から。

#### ナレーション
- オオヌキタクト

#### リポーター
以下の中から毎回1組が出演。
- スマイル
  - 特に出演頻度が高い。番組名改称後、10回中5回（2017年9月現在）、リポーターを務めている。また、改称前の初回・最終回、改称後の初回、時間移動後の初回・最終回のリポーターも務めた。
- アキナ
  - 『吉本超合金A』出演の為、2018年10月末の放送まで1年ほどの間出演していなかった。
- アインシュタイン
- 霜降り明星
- セルライトスパ
- さや香
- モンスターエンジン
- マルセイユ
- たくろう
- 見取り図
- からし蓮根

### 過去の出演者

#### パネラー
- 藤田ニコル
  - 番組当初のみ、ベックとどちらかが出演。
- 向井康二（当時関西ジャニーズJr.・現在Snow Man）
  - 初回から2019年2月17日放送分まで。
- 西畑大吾・大西流星（関西ジャニーズJr.・なにわ男子）
  - 初回から2019年3月10日放送分まで。

#### リポーター
- チキチキジョニー
- プリマ旦那
- 尼神インター
- 和牛
  - 共に、『みんな すきやねん!』時代のみ。
- かまいたち
  - 2018年4月の東京進出後は出演していない。
- ミキ
  - 2017年度まで。

## 放送リスト

### 2016年
| 放送日   | 訪れた地域                 | リポーター       | 備考 |
| -------- | -------------------------- | ---------------- | ---- |
| 4月10日  | 大阪府・住吉大社駅界わい   | スマイル         |      |
| 4月17日  | 大阪府・長瀬駅界わい       | アキナ           |      |
| 5月8日   | 豊中市・庄内駅界わい       | 尼神インター     |      |
| 5月15日  | 和歌山県・加太駅界わい     | アキナ           |      |
| 5月22日  | 京都府・今出川駅界わい     | 和牛             |      |
| 6月12日  | 堺市・中百舌鳥駅界わい     | チキチキジョニー |      |
| 6月19日  | 大阪府・谷町六丁目界わい   | かまいたち       |      |
| 6月26日  | 大阪府・恵美須町駅界わい   | アキナ           |      |
| 7月10日  | 兵庫県・阪神尼崎駅界わい   | 尼神インター     |      |
| 7月17日  | 神戸市・王子公園駅界わい   | スマイル         |      |
| 7月24日  | 大阪府・古市駅界わい       | チキチキジョニー |      |
| 8月3日   | 大阪府・茨木市駅界わい     | かまいたち       |      |
| 8月28日  | 和歌山県・九度山界わい     | スマイル         |      |
| 9月4日   | 滋賀県・琵琶湖、沖島界わい | 尼神インター     |      |
| 9月25日  | 奈良県・天理駅界わい       | スマイル         |      |
| 10月9日  | 兵庫県・加古川駅界わい     | チキチキジョニー |      |
| 10月23日 | 大阪府・河内天美駅界わい   | 石田靖、山田花子 |      |
| 10月30日 | 兵庫県・立花駅界わい       | アキナ           |      |
| 11月6日  | 神戸市・新長田駅界わい     | チキチキジョニー |      |
| 11月13日 | 大阪府・天下茶屋駅界わい   | アキナ           |      |
| 11月20日 | 大阪府・玉造駅界わい       | スマイル         |      |
| 11月27日 | 大阪府・道明寺駅界わい     | かまいたち       |      |
| 12月4日  | 大阪府・布施駅界わい       | スマイル         |      |
| 12月11日 | 京都府・京都大学界わい     | かまいたち       |      |

### 2017年
| 放送日   | 訪れた地域               | リポーター       | 備考 |
| -------- | ------------------------ | ---------------- | ---- |
| 1月6日   | 奈良県・天理駅界わい     | スマイル         |      |
| 1月8日   | 神戸市・元町駅界わい     | プリマ旦那       |      |
| 1月29日  | 大阪府・鶴橋駅界わい     | チキチキジョニー |      |
| 2月5日   | 和歌山県・高野山         | スマイル         |      |
| 2月19日  | 兵庫県・丹波篠山界わい   | スマイル         |      |
| 2月26日  | 京都府・天橋立界わい     | アキナ           |      |
| 4月2日   | 大阪府・泉佐野駅界わい   | アキナ           |      |
| 4月9日   | 京都府・伏見稲荷駅界わい | スマイル         |      |
| 4月16日  | 大阪府・関目駅界わい     | ミキ             |      |
| 4月30日  | 大阪府・近鉄八尾駅界わい | アキナ           |      |
| 5月14日  | 奈良県・近鉄奈良駅界わい | スマイル         |      |
| 5月28日  | 大阪府・大正駅界わい     | かまいたち       |      |
| 6月25日  | 大阪府・中崎町界わい     | スマイル         |      |
| 7月9日   | 兵庫県・伊丹駅界わい     | かまいたち       |      |
| 7月23日  | 堺・路面電車沿線界わい   | アキナ           |      |
| 8月6日   | 兵庫県・明石界わい       | アキナ           |      |
| 8月27日  | 京都府・JR宇治駅界わい   | スマイル         |      |
| 9月10日  | 神戸市・新開地界わい     | スマイル         |      |
| 9月17日  | 大阪港界わい             | かまいたち       |      |
| 9月24日  | 大阪市・靭公園界わい     | スマイル         |      |
| 10月22日 | 大阪市・福島界わい       | アインシュタイン |      |
| 10月29日 | 大阪港界わい             | かまいたち       |      |
| 11月5日  | 京都府・南丹市、美山町   | スマイル         |      |
| 11月12日 | 滋賀県米原市・醒井       | かまいたち       |      |
| 11月19日 | 和歌山県・海南           | アキナ           |      |
| 12月3日  | 京都府・南丹町、美山町   | かまいたち       |      |
| 12月10日 | 兵庫県・姫路             | スマイル         |      |
| 12月17日 | 東大阪市・瓢箪山駅界わい | スマイル         |      |

### 2018年
| 放送日   | 訪問した地域                       | リポーター         | 備考                             |
| -------- | ---------------------------------- | ------------------ | -------------------------------- |
| 1月7日   | 大阪市・四天王寺前夕陽ヶ丘駅界わい | 霜降り明星         |                                  |
| 1月28日  | 大阪府・大阪天満宮界わい           | アキナ             |                                  |
| 1月28日  | 大阪府・富田林駅界わい             | アインシュタイン   |                                  |
| 2月4日   | 大阪府貝塚市・水間観音駅界わい     | スマイル           |                                  |
| 3月5日   | 京都市・上賀茂神社、下鴨神社界わい | アインシュタイン   |                                  |
| 3月12日  | 奈良県・十津川村                   | かまいたち         |                                  |
| 3月26日  | 兵庫県・城崎温泉                   | アキナ             |                                  |
| 4月9日   | 京都市・嵐山                       | スマイル           |                                  |
| 4月16日  | 大阪市・桃谷駅界わい               | セルライトスパ     |                                  |
| 4月30日  | 大阪市・十三                       | スマイル           |                                  |
| 5月14日  | 兵庫県西宮市・阪神西宮駅界わい     | スマイル           |                                  |
| 5月21日  | 大阪市・日本橋                     | さや香             | さや香がレポーターとして初出演   |
| 5月28日  | 大阪市・森ノ宮駅界わい             | スマイル           |                                  |
| 6月11日  | 大阪市・弁天町駅界わい             | アインシュタイン   |                                  |
| 6月25日  | 滋賀県大津市・石山寺駅界わい       | スマイル           |                                  |
| 7月23日  | 奈良県・吉野町                     | モンスターエンジン |                                  |
| 7月30日  | 京都市・鞍馬                       | 霜降り明星         |                                  |
| 8月6日   | 和歌山市・高野山                   | さや香             |                                  |
| 8月13日  | 兵庫県西宮市・甲子園界わい         | セルライトスパ     |                                  |
| 8月27日  | 兵庫県・播州赤穂駅界わい           | アインシュタイン   |                                  |
| 9月10日  | 大阪府・羽曳野市                   | マルセイユ         |                                  |
| 9月17日  | 兵庫県・淡路島岩屋漁港界わい       | スマイル           |                                  |
| 9月24日  | 大阪市・平野                       | さや香             |                                  |
| 10月15日 | 大阪市・野田                       | アインシュタイン   |                                  |
| 10月22日 | 大阪府・箕面市                     | 霜降り明星         |                                  |
| 10月29日 | 奈良県・曽爾村                     | アキナ             |                                  |
| 11月19日 | 大阪府・枚方市駅界わい             | たくろう           | たくろうがレポーターとして初出演 |
| 12月10日 | 和歌山県・有田市                   | マルセイユ         |                                  |
| 12月17日 | 奈良県・桜井市                     | さや香             |                                  |
| 12月24日 | 和歌山県・那智勝浦町               | アキナ             |                                  |

### 2019年
| 放送日   | 訪問した地域                     | リポーター       | 備考                               |
| -------- | -------------------------------- | ---------------- | ---------------------------------- |
| 1月14日  | 神戸市・元町                     | アインシュタイン |                                    |
| 2月11日  | 滋賀県長浜市・余呉町             | スマイル         |                                    |
| 2月18日  | 京都府・舞鶴市                   | たくろう         |                                    |
| 2月25日  | 大阪府・池田市                   | 見取り図         | 見取り図がレポーターとして初出演   |
| 3月11日  | 大阪市・天満駅界わい             | 霜降り明星       |                                    |
| 3月18日  | 大阪市・日本橋＜選＞             | さや香           | 2018年5月20日放送回の再放送        |
| 4月15日  | 滋賀県・近江八幡市               | アインシュタイン | 午前0時05分～午前0時45分           |
| 4月29日  | 京都府・亀岡市                   | さや香           |                                    |
| 5月13日  | 和歌山県・みなべ町               | マルセイユ       |                                    |
| 5月20日  | 兵庫県・新温泉町                 | スマイル         |                                    |
| 5月27日  | 京都市・大原                     | アインシュタイン |                                    |
| 6月10日  | 奈良県・明日香村                 | 見取り図         |                                    |
| 6月17日  | 大阪府東大阪市・花園             | たくろう         |                                    |
| 6月24日  | 神戸市・須磨                     | スマイル         |                                    |
| 7月1日   | 京都市・伏見桃山                 | アキナ           |                                    |
| 7月29日  | 兵庫県・佐用町                   | マルセイユ       |                                    |
| 8月19日  | 大阪市・天下茶屋駅界わい         | たくろう         |                                    |
| 8月26日  | 奈良県・大和郡山市               | からし蓮根       | からし蓮根がレポーターとして初出演 |
| 9月2日   | 和歌山県・湯浅町                 | スマイル         |                                    |
| 10月7日  | 大阪府・岸和田市                 | マルセイユ       |                                    |
| 10月21日 | 大阪府・岸和田市＜選＞           | マルセイユ       |                                    |
| 10月28日 | 兵庫県宝塚市・清荒神             | たくろう         |                                    |
| 11月18日 | 大阪市・城北公園通駅界わい       | スマイル         |                                    |
| 12月2日  | 滋賀県甲賀市・信楽町             | 見取り図         |                                    |
| 12月16日 | 大阪市・城北公園通駅界わい＜選＞ | スマイル         |                                    |
| 12月23日 | 兵庫県姫路市・家島               | からし蓮根       |                                    |

### 2020年
| 放送日  | 訪問した地域           | リポーター | 備考 |
| ------- | ---------------------- | ---------- | ---- |
| 1月13日 | 大阪市・針中野駅界わい | マルセイユ |      |
| 1月20日 | 和歌山県・日高町       | スマイル   |      |
| 2月17日 | 神戸市・有馬温泉       | たくろう   |      |
| 2月24日 | 和歌山県田辺市・龍神村 | からし蓮根 |      |
| 3月9日  | 兵庫県たつの市・室津港 | マルセイユ |      |
| 3月16日 | 京都府・福知山駅界わい | さや香     |      |
| 3月23日 | 大阪市・千林駅界わい   | スマイル   |      |